# Gefangenenbibliothek

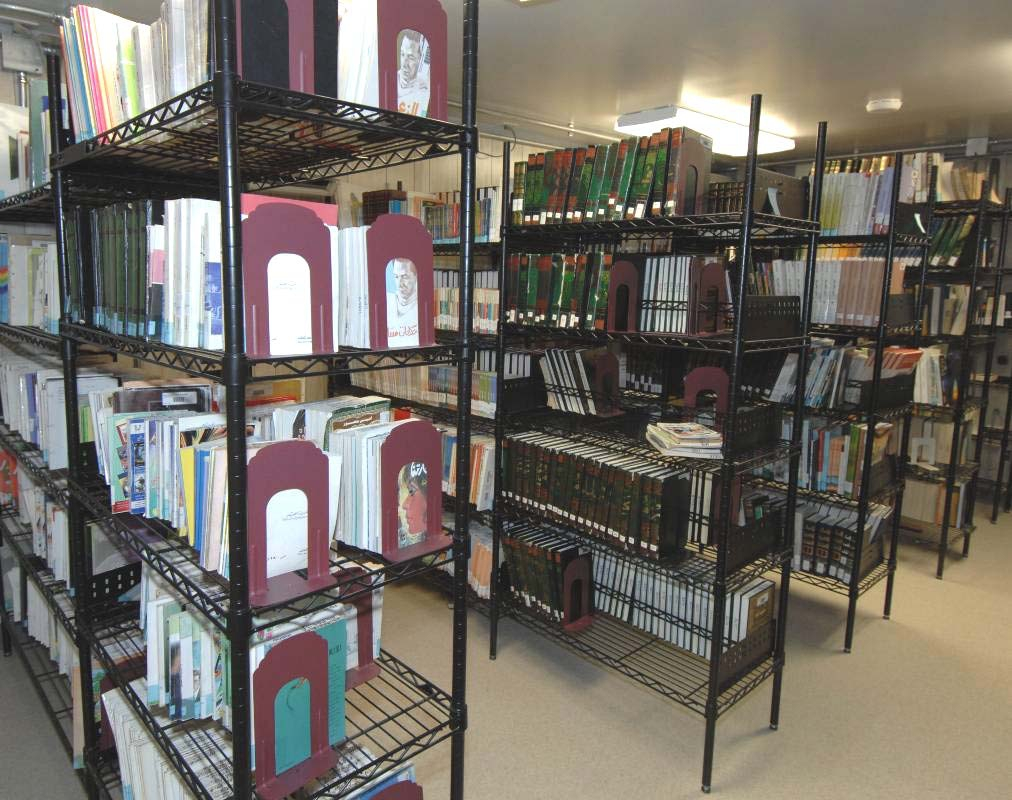
Bibliothek des Gefangenenlagers Guantanamo

Eine Gefangenenbibliothek ist eine in die Justizvollzugsanstalten integrierte Einrichtung. Sie dient mit ihrem Bestand hauptsächlich den Zwecken der Unterhaltung und der Weiterbildung von Gefangenen sowie ihrer Selbsterfahrung. In Deutschland hat nahezu jede Justizvollzugsanstalt eine Gefangenenbibliothek, die genaue Anzahl ist allerdings nicht bekannt.

## Einordnung in das Bibliothekswesen
Im Sinne des Strukturpapiers Bibliotheken '93 ist die Gefangenenbibliothek aufgrund ihrer speziellen Benutzergruppe zu den Bibliotheken der Funktionsstufe 1 zu zählen. Sie stellt eine Sonderform der Öffentlichen Bibliotheken der Grundversorgung für den allgemeinen Informationsbedarf dar. Die Bibliotheksarbeit richtet sich im Falle dieser Sonderform mit speziell entwickelten Dienstleistungen an die Gruppe der Gefangenen, die aufgrund ihres Freiheitsentzuges in vielerlei Hinsicht benachteiligt sind.

## Gesetzliche Grundlagen
Das Angebot einer Gefangenenbibliothek ist hauptsächlich in Artikel 64 der von den Vereinten Nationen aufgestellten Nelson-Mandela-Regeln international festgeschrieben:
Weiterhin zutreffend sind dabei Regel 14 („Die Gefangenen müssen sich regelmäßig durch das Lesen von Zeitungen, Zeitschriften oder besonderen Anstaltsveröffentlichungen, […], die von der Verwaltung genehmigt oder geprüft sind, über die wichtigsten Tagesereignisse unterrichten können.“) sowie weitere Regeln bzgl. des Rechts auf Bildung, Information, Lesematerial, die Freizeitgestaltung und die Herstellung einer Umgebung – v. a. bzgl. der Lichtverhältnisse, in der gelesen werden kann. Grundrechtlich basiert dies zudem auf dem Artikel 19 der Allgemeinen Erklärung der Menschenrechte der Vereinten Nationen, in dem es heißt, dass Zugang zu Informationen „unabhängig von Grenzen“ möglich sein muss.
Die International Federation of Library Associations and Institutions stellte zudem erstmals 1992 Richtlinien für Gefangenenbüchereien auf, welche Umsetzungsempfehlungen bspw. für die Gesetze einzelner Länder genauer erläutert. Mit Stand von 2005 beinhaltet dies dabei 94 Empfehlungen. Die Richtlinien sollen von 2021 bis 2022 überarbeitet und aktualisiert werden.
Die gesetzliche Grundlage in Deutschland waren bis 2006 § 2 und § 67 des bundeseinheitlich geltenden Strafvollzugsgesetzes (StVollzG). Ersterer besagt, dass der Gefangene im Rahmen seiner Freiheitsstrafe lernen soll, sein künftiges Leben ohne Straftaten zu führen, damit die Allgemeinheit vor weiteren kriminellen Handlungen geschützt ist. Weiterhin soll dem Gefangenen im Vollzug die Gelegenheit gegeben werden, sich in seiner Freizeit sinnvoll zu beschäftigen. Zu dieser Art der Freizeitgestaltung gehört im Sinne des § 67 StVollzG auch die Nutzung einer Bücherei.
Durch die Föderalismusreform wurde der Justizvollzug 2006 zur Ländersache. Daher gelten in den 16 Bundesländern je eigene Gesetze für die verschiedenen Zielgruppen wie z. B. Jugendarrest, Jugendvollzug, Untersuchungshaft, Strafhaft, Sicherungsverwahrung.
Außerdem spielt Art. 5 Abs. 1 Grundgesetz (GG) eine wichtige Rolle. Dieser beinhaltet, dass jeder – also auch die Insassen in Vollzugsanstalten – das Recht hat,
sich aus allgemein zugänglichen Quellen ungehindert zu unterrichten,
wobei im Falle der Inhaftierten die vollzugsrechtlichen Rahmenbedingungen zu berücksichtigen sind.

## Auftrag
Der Auftrag, dem Gefangenen die Möglichkeit einer sinnvollen Freizeitbeschäftigung zu bieten, umfasst unter anderem folgende Punkte:
- Durch die Nutzung verschiedener Medien soll sich der Gefangene von seinem Freiheitsentzug und der daraus leicht entstehenden Langeweile oder Einsamkeit ablenken können und die Möglichkeit haben, sich intensiv seinen eigenen Gedanken und auch Gefühlen zu widmen.
- Weiterhin kann ihm durch das Angebot geeigneter Medien die Chance gegeben werden, sich über das Leben außerhalb der Gefängnismauern zu informieren, sich mit spezielleren Themen seiner Wahl zu beschäftigen oder auch seine Sprachkenntnisse zu erweitern.
- Der Auftrag der Bibliotheken, Informationskompetenz und Medienkompetenz zu vermitteln, ist im Bereich der Gefangenenbibliotheken insoweit von Bedeutung, als die Inhaftierten in Bezug auf die modernen Medien nicht den Anschluss verlieren sollen.

## Geschichte
Die Bibliotheken in Justizvollzugsanstalten spielten in Deutschland schon im 19. Jahrhundert eine Rolle. Der Bestand war damals darauf ausgerichtet, den Häftling zu belehren und ihn von Einsamkeit und Langeweile abzulenken. Die nach Konfessionen getrennten Bücher stammten hauptsächlich aus dem religiösen und belehrenden sowie aus dem erbaulichen Bereich. Unterhaltungsliteratur und vor allem Kriminalromane, sowie die Klassiker von Schiller und Goethe waren verboten. Die Betreuung dieser Gefängnisbibliotheken erfolgte meist durch Seelsorger oder Lehrer, die die Aufgabe hatten, die Gefangenen in moralischer Hinsicht zu bessern. Zu diesem Zweck wurden die Bücher individuell an die Gefangenen verteilt, damit jeder das für ihn „geeignete“ Buch erhielt.
Anfang des 20. Jahrhunderts entschloss sich der Verein der Deutschen Strafanstaltsbeamten dazu, in den Bestand der Gefängnisbibliotheken auch eine Auswahl der bisher verbotenen Klassiker sowie Romane und Jugendschriften aufzunehmen. Diese sollten als Gegenstücke zu den religiösen Büchern dienen. Weiterhin wurden Bibliothekare zur Betreuung der Gefängnisbibliotheken gewünscht, damit diese in pädagogischer Hinsicht „ungeeignete“ Bücher aus dem Bestand aussonderten. Gleichzeitig sollten die Bücher für die Gefangenen von den Bibliothekaren individuell ausgesucht werden. Im Vordergrund standen dabei Werke mit religiösem und sittlichem Inhalt, da diese Aspekte im Strafvollzug eine große Rolle spielten. Wenig später wurde davon abgesehen, den Gefangenen die religiöse Literatur aufzudrängen. Sie wurde nur noch zusätzlich zu anderen Büchern angeboten.
Nach dem Ersten Weltkrieg war in den Gefangenenbibliotheken zu wenig und überwiegend wertlose Literatur vorhanden. Die geistige Förderung der Häftlinge war durch die fehlenden wissenschaftlichen und unterhaltenden Bücher nicht möglich, was oft als Argument für die häufigen Meutereien und anderen Vorfälle herhalten musste. Gewarnt wurde allerdings vor Krimis, Liebesromanen oder anderer minderwertiger Literatur, da die Erziehung zum kritischen Denken damit gefährdet sei.
Ab dem Jahr 1933 wurde auch der Strafvollzug vom Nationalsozialismus beeinflusst. Aufgabe der Gefängnisbüchereien war es nun, nationalsozialistische Bücher anzuschaffen und abzuschaffen, was nicht dieser Ideologie entsprach. Ab 1940 wurden nur noch Bücher mit rassistischem, antisemitischem und faschistischem Inhalt in den Bestand aufgenommen, um die Gefangenen im nationalsozialistischen Sinne zu beeinflussen und zu erziehen. Nach 1945 wurden diese Bücher wieder aus den Beständen der Bibliotheken ausgesondert.
Bis zu diesem Zeitpunkt zieht sich durch die gesamte Geschichte der Gefängnisbüchereien der Anspruch, vorwiegend in erzieherischer Hinsicht und mit dem Gedanken der Besserung des Gefangenen tätig zu sein. Mit Ende des Nationalsozialismus wurde dieser Gedanke aufgegeben, und die Büchereien sollten sich zukünftig an den Interessen der Gefangenen orientieren. Im Sinne der Dienst- und Vollzugsordnung von 1961 soll der Bestand möglichst in Freihandaufstellung präsentiert werden, und zur Orientierung werden die Erfahrungswerte der Volksbüchereien herangezogen.
Im Jahre 1981 begann auf Initiative des Deutschen Bibliotheksinstituts in Berlin das Projekt „Bibliotheksarbeit in Justizvollzugsanstalten“. Zielsetzung dabei war, den bedenklichen Zustand der Büchereiarbeit in Justizvollzugsanstalten zu untersuchen und Vorschläge zur Lösung von Problemen zu machen. Mit Interviews in zwölf Justizvollzugsanstalten sollten unter anderem das Leseverhalten der Gefangenen und die Nutzung der Bücherei ausgewertet sowie Leitlinien zur Büchereiarbeit in Justizvollzugsanstalten entworfen werden.
Die Projektgruppe legte 1986 ein Gutachten mit Richtlinien vor, die noch heute als Orientierungshilfe im Bereich der Büchereiarbeit in Justizvollzugsanstalten dienen und wichtige Hinweise zur Organisation einer Gefangenenbibliothek geben.
Im Jahr 2007 wurde die Bibliothek der Justizvollzugsanstalt Münster mit dem mit 30.000 Euro dotierten Preis „Bibliothek des Jahres“ ausgezeichnet. Dies wurde in der Presse auch als Anerkennung des Gefangenenbüchereiwesens insgesamt, sowie als Hinweis auf dessen Bedeutung verstanden.

## Organisation
Die bibliothekarische Gestaltung in einer Gefangenenbibliothek soll der Gestaltung in einer anderen Öffentlichen Bibliothek entsprechen. Von der Art der Benutzung her werden dabei die Freihandbücherei und die Magazinbücherei unterschieden. Nach Möglichkeit soll die Freihandbücherei bevorzugt werden, da der Gefangene dabei die Literatur direkt am Regal auswählen kann und sie nicht erst im Magazin bestellen muss. Aus Sicherheitsgründen ist diese Art der Aufstellung allerdings nicht immer zu realisieren, da eine kontinuierliche Aufsicht zwischen den Regalreihen, aus personellen Gründen, kaum zu gewährleisten ist. In vielen Gefangenenbibliotheken wird den Insassen deswegen die Literatur in den Haftraum gebracht. Das setzt natürlich die Möglichkeit voraus, mit Hilfe eines Kataloges oder anhand von Bücherlisten gezielt Bestellwünsche äußern zu können – in der Regel gehört das heute zum selbstverständlichen Service dieser Bibliotheken.
Eine weitere Dienstleistung ist die Möglichkeit, am Leihverkehr der Bibliotheken teilzunehmen – auch sie wird vielfach genutzt. Um externe Literatur zu beschaffen, gibt es ebenfalls das Angebot von Austauschbeständen. Diese Bestände werden der Gefangenenbibliothek beispielsweise von einer Öffentlichen Bibliothek für einen begrenzten Zeitraum zur Verfügung gestellt und dann ausgetauscht.

## Kostenträger
Kostenträger der Gefangenenbibliotheken in Deutschland sind die Justizverwaltungen der jeweiligen Bundesländer. Der Etat, der den Bibliotheken zur Verfügung steht, wird in Sach- und Personalkosten unterschieden. Den wichtigsten Faktor bei den Sachkosten stellt der Erwerbungsetat dar, aus dem die Medien angeschafft werden. Daneben sind Kosten für Verwaltungsmaterial, für Informationstechnologie und gegebenenfalls für Raumerneuerungen zu den Sachkosten zu zählen.

## Die bibliothekarische Arbeit im Justizvollzug
Die bibliothekarische Arbeit erfolgt in den meisten Bundesländern ohne bibliothekarisches Fachpersonal. Ein fachlicher, qualifizierter Austausch ist damit kaum möglich. In Deutschland gibt es in den Ländern Bremen, Hamburg und Nordrhein-Westfalen etwa fünf hauptamtliche Diplom-Bibliothekare, die in den Büchereien des Strafvollzugs tätig sind und die Bediensteten, die in ihrer Nebentätigkeit die Büchereien betreuen, bei ihrer Arbeit anleiten und unterstützen. Dabei handelt es sich meist um Lehrer, Sozialarbeiter, Seelsorger oder Bedienstete des allgemeinen Vollzugsdienstes. Für die alltägliche Büchereiarbeit werden geeignete Insassen der jeweiligen Anstalten eingesetzt.
Diejenigen, die in einer Gefangenenbibliothek arbeiten oder diese betreuen, sind weitgehend auf sich alleine gestellt. Eine fachliche Unterstützung seitens der örtlichen Stadtbibliothek oder einer Büchereifachstelle ist häufig angebracht, aber aufgrund von Ressourcenknappheit nicht immer möglich. Die Möglichkeit eines fachlichen Austausches besteht durch den Zusammenschluss der Gefangenenbüchereien im Deutschen Bibliotheksverband (DBV).

## Besonderheiten bibliothekarischer Arbeit
Aufgrund der besonderen Zielgruppe in einer Gefangenenbibliothek werden die Mitarbeiter dort oft mit anderen Problemen konfrontiert als beispielsweise in einer Stadtbibliothek. Es gilt, die bibliothekarische Arbeit in den stark reglementierten vollzuglichen Alltag zu integrieren und den leserlich oft ungeübten Insassen die Medien zugänglich zu machen. Nicht selten entwickelt sich ein Beratungsgespräch zu einem persönlichen Gespräch zwischen Gefangenem und Bibliotheksmitarbeiter. Letzterer sollte zum Umgang mit Gefangenen in der Lage sein, auf deren Probleme eingehen können und sie entsprechend bei der Literaturauswahl beraten.
Die Richtlinien des Deutschen Bibliotheksinstituts nennen eine Anzahl von Voraussetzungen, die für die sinnvolle Arbeit in diesem speziellen Arbeitsfeld von den Bibliotheksmitarbeitern mitgebracht werden sollen. Dazu gehören persönliche Voraussetzungen wie ein hohes Maß an Solidarität, Belastbarkeit, Flexibilität und Konfliktfähigkeit. Zusätzlich ist es notwendig, dass der Mitarbeiter Kenntnisse der organisatorischen Struktur des Justizvollzugs in Deutschland hat und auch mit den Regeln und vor allem den Sicherheitsvorkehrungen in der Vollzugsanstalt vertraut ist.
Weitere Besonderheiten sind im Frauenvollzug, im Jugendvollzug, im Umgang mit Ausländern, mit Drogenabhängigen und in der Untersuchungshaft zu beachten. Dabei ist es wichtig, für diese speziellen Gruppen ein umfangreiches Angebot geeigneter Literatur anzubieten. Im Frauenvollzug gehören dazu beispielsweise Bücher über Erziehungsfragen oder Frauenromane und im Jugendstrafvollzug hat Literatur zur Aus- und Fortbildung eine große Bedeutung. Für die ausländischen Inhaftierten spielt genügend Literatur in der Muttersprache eine bedeutende Rolle. Den Drogenabhängigen sollen schwerpunktmäßig Informationen zur Suchtproblematik angeboten werden. Für die Insassen der Untersuchungshaft steht juristische Literatur im Vordergrund, da bei diesen Gefangenen das Gerichtsverfahren noch ansteht und sie sich damit auf dieses vorbereiten können.

## Fachstellen
In Nordrhein-Westfalen haben sich in den Justizvollzugsanstalten Münster und Köln die Fachstellen Gefangenenbüchereiwesen gebildet. Von dort aus koordinieren zwei Bibliothekare die landesweite Bibliotheksarbeit im Justizvollzug und bieten Unterstützung bei der Entwicklung der Bibliotheken. Zu den Aufgaben gehören dabei unter anderem die Etatplanung, die Unterstützung des Bestandsaufbaus, die Gestaltung von Fortbildungen für die Bediensteten einer Gefangenenbibliothek, die Planung und Einrichtung neuer Büchereiräume oder auch die Unterstützung der Anstalten bei Maßnahmen zur Leseförderung.
In Hamburg ist die Fachstelle Justizvollzugsanstaltsbüchereien Teil der Hamburger Öffentlichen Bücherhallen und wird somit von der Freien und Hansestadt Hamburg finanziert. Die Fachstelle ist zuständig für die Betreuung und Beratung der insgesamt acht Justizvollzugsanstalten in Hamburg. Neben dem Zugriff auf die gesamten Medien der Gefangenenbüchereien haben die Häftlinge durch den Leihverkehr auch die Möglichkeit, fast den gesamten Bestand der Hamburger Öffentlichen Bücherhallen zu nutzen.

## Zusammenschluss
Die hauptamtlich durch Diplom-Bibliothekare geführten Gefangenenbibliotheken in Deutschland haben die Möglichkeit, sich im Deutschen Bibliotheksverband e. V. (DBV) zusammenzuschließen. Gemeinsam mit den Patientenbibliotheken und den Werkbibliotheken sind sie der Sektion 8 zugeordnet. Innerhalb der Sektion 8 existiert die Arbeitsgemeinschaft Gefangenenbüchereien, die 1995 von den damals fünf hauptamtlich im Strafvollzug tätigen Bibliothekaren gegründet wurde. Mitglieder dieser Arbeitsgemeinschaft sind die Fachstellen Gefangenenbüchereiwesen in Köln und Münster, die Justizvollzugsanstalt in Bremen und die Fachstelle Justizvollzugsanstaltsbüchereien in Hamburg. Zweck dieser Arbeitsgemeinschaft ist der Erfahrungsaustausch über Veränderungen in der Organisation von Gefangenenbüchereien.
2006 wurde der Förderverein Gefangenenbüchereien e. V. in der JVA Münster gegründet. Er fördert die Entwicklung von Medienangeboten für Menschen in Haft und Arrest in Deutschland und international. Neben seiner eigenen Website betreut er auch die Website buecherbaum.eu.

## Belege
1. 1 2 3  Lisa Krolak: Bücher hinter Gittern – Was Gefängnisbibliotheken bewirken können. Hrsg.: UNESCO-Institut für Lebenslanges Lernen. UNESCO-Institut für Lebenslanges Lernen, Hamburg 2020, ISBN 978-92-820-5000-2, S. 59 (unesco.de [PDF; abgerufen am 2. August 2020] amerikanisches Englisch: Books beyond bars: The transformative potential of prison libraries. Hamburg 2019. Übersetzt von Raimund Fischer).
2. ↑  Pressemitteilung, Pressespiegel, Laudatio u. a. (Memento vom 2. Januar 2008 im Internet Archive)
3. ↑  Förderverein Gefangenenbüchereien e. V.
4. ↑  buecherbaum.eu